# Dobrá Voda u Horní Stropnice
Dobrá Voda (deutsch Brünnl) ist ein Dorf in der Gemeinde Horní Stropnice im Okres České Budějovice in Tschechien. Es liegt 32 Kilometer südöstlich von Budweis und ist seit Anfang des 18. Jahrhunderts ein bekannter Wallfahrtsort.

## Geographie
Dobrá Voda liegt am Nordabhang der Brünnler Berge im Gratzener Bergland. Nachbarorte sind Horní Stropnice im Norden, Dlouhá Stropnice (Langstrobnitz) im Nordosten, Paseky (Schlagles) im Osten, Šejby (Scheiben) im Südosten, Hojná Voda und Staré Hutě (Althütten) im Süden, Hartunkov (Hardetschlag) und Benešov nad Černou und Konratice (Konradsschlag) im Westen sowie Chlupatá Ves (Rauenschlag) und Rychnov im Nordwesten. Südöstlich liegt der Heilbrunner Urwald (Hojnovodský prales). Über Dlouhá Stropnice wird der Grenzübergang Šejby–Harbach erreicht, über den Fußgänger, Radfahrer und auch Pkws das österreichische Gebiet von Weitra erreichen können.

## Geschichte

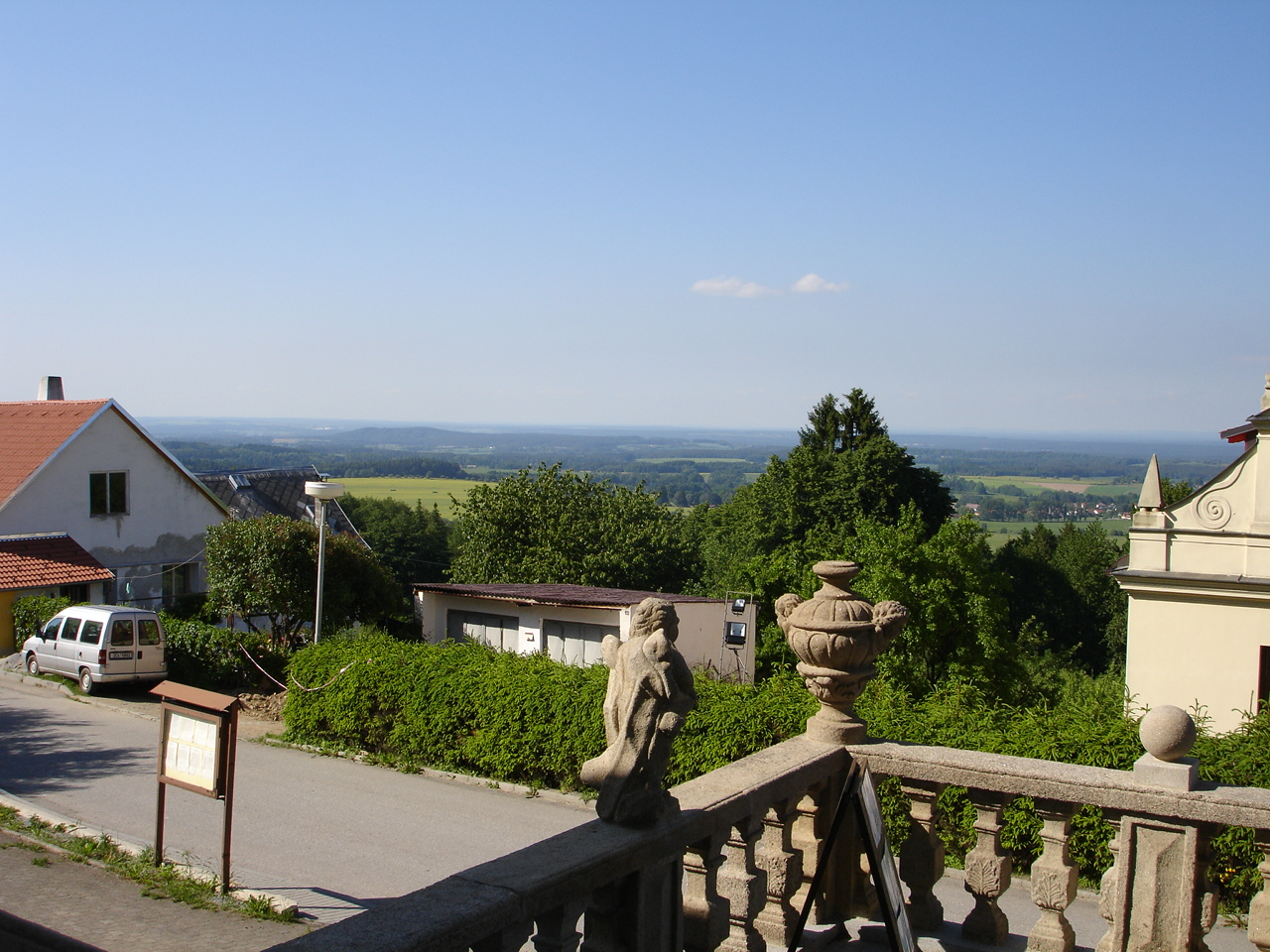
Ausblick von der Balustrade der Wallfahrtskirche

Das Gebiet um Brünnl stand bis Ende des 12. Jahrhunderts unter dem Einfluss der österreichischen Kuenringer bzw. des Zisterzienserstifts Zwettl. Um diese Zeit drangen die böhmischen Witigonen aus dem Landesinneren nach Süden vor, das von ihnen besiedelt und kolonisiert wurde. Nach dem Tod des letzten Rosenbergers Peter Wok 1611 gelangte das Gebiet an die Schwanberger, die es jedoch nach der Schlacht am Weißen Berg verloren. Nachfolgend schenkte es Kaiser Ferdinand II. seinem Feldherrn Carl Graf Bucquoy.
Nachdem seit der Mitte des 16. Jahrhunderts im südlich gelegenen Heilbrunn (Hojná Voda) Heilquellen bekannt waren, wurde zwischen Heilbrunn und Rauhenschlag (Chlupatá Ves) am nördlichen Abhang des Kuhberges eine weitere Heilquelle entdeckt. Nach dem Dreißigjährigen Krieg wurde 1648 an dieser Stelle ein Marterl aufgestellt. Seit 1698 wurde die Heilquelle als wundertätig verehrt und als „Brünnl“ bezeichnet. Die Verehrung ging auf eine Erscheinung der Brüder Hans und Matthias aus Schlagles (Paseky) zurück, die am Dreikönigstag 1698 eine Schar von Wallfahrern sahen, die zum Marterl zogen. Nachdem in der Nacht vom 4./5. Oktober 1701 der Bauernsohn Matthias Egidi aus Friedrichschlag (Bedřichov) träumte, dass ihm Arbeiter ein Kirchenmodell zeigten und ihm auftrugen, eine solche Kirche an der Stelle des Marterls zu errichten, wurde anschließend eine Kapelle erbaut, die schon bald die vielen Wallfahrer nicht fassen konnte. Deshalb begann Albert Karl von Buquoy 1708 mit dem Bau der heutigen Wallfahrtskirche „Maria Trost“, die 1715 geweiht werden konnte. Bereits 1708 wurden Heilbrunn und Brünnl zu einer selbständigen Pfarrei erhoben. Sie stand unter dem Patronat der Grafen Buquoy, wobei die Geistlichen vom Kloster Hohenfurt gestellt wurden. 1717 wurde Brünnl erstmals als Städtchen erwähnt, dem Karl Kajetan Buquoy das Privileg eines freien Marktes sowie ein Wappen gewährte. Es zeigt einen bewachsenen Hügel mit einer Quelle auf blauem Grund sowie einen silbernen Schild mit einer goldenen Glocke.
1718 errichtete Karl Kajetan Buquoy westlich der Kirche ein Schlösschen, das später der Gemeinde zur Nutzung überlassen und 1752 in Gemeindebesitz überging. Nach Fertigstellung des Pfarrhofs wohnten die Pfarrer ab 1719 in Brünnl und 1747 wurde die erste Schule eröffnet. 1759 betrug die Anzahl der Wallfahrer 46.000. Als während der Josephinischen Reformen die Wallfahrtskirche gesperrt werden sollte, wurde Brünnl 1787 zu einer eigenen Pfarrei erhoben, zu der auch Rauhenschlag und Schlagles gehörten. Bereits ein Jahr vorher wurde unweit der Kirche ein Friedhof angelegt. Die gemeinsamen Pfarrbenefizien von Heilbrunn und Brünnl wurden erst 1855 aufgelöst.
Eine weitere wirtschaftliche Entwicklung erfolgte, nachdem die Grafen Buquoy in Brünnl ein Bad mit Wasseranwendungen errichteten. Es bestand bis zum Ersten Weltkrieg und wurde vom damaligen Bademeister Umlauf aufgekauft, der in dem Gebäude das Gasthaus „Herrenhaus“ errichtete. Für das Jahr 1888 sind in Brünnl 470 Einwohner nachgewiesen, die in 101 Häusern lebten. 1892 bestand Brünnl aus 550 Einwohnern; die zweiklassige Schule wurde von 166 Kindern besucht.
Nach dem Zweiten Weltkrieg wurde die deutsche Bevölkerung 1945/46 vertrieben. Mit der Übernahme der Macht durch die Kommunisten 1948 wurde die Gegend wegen der Grenznähe zu Österreich zum politischen Sperrbezirk erklärt. 1949 zählte Dobrá Voda nur noch 22 Einwohner. Am 8. April 1949 zerstörte ein Feuer, das an der Ostseite der Kirche im Gasthof „Herrenhaus“ ausbrach, zwölf Häuser. In den nachfolgenden Jahren wurden zudem durch die damaligen Machthaber die meisten Häuser sowie die ehemals buquoysche Residenz zerstört und die Heilquelle zugeschüttet. Obwohl das Stift Hohenfurth bereits im April 1950 liquidiert worden war, konnten sich die Zisterzienser in Dobrá Voda noch bis 1952 halten. Die Kirche konnte vor der geplanten Zerstörung gerettet werden. Während der Zeit des Prager Frühlings lebte die Wallfahrt kurze Zeit wieder auf. Nach der politischen Wende von 1989 erfolgten Erhaltungsmaßnahmen an den vorhandenen Gebäuden; zudem wurde eine touristische Infrastruktur aufgebaut. Die seelsorgliche Betreuung der Pfarrei Dobrá Voda übernahmen österreichische Mönche, u. a. aus dem Servitenorden.
1991 hatte der Ort 81 Einwohner. Im Jahre 2001 bestand das Dorf aus 11 Häusern, in denen 59 Menschen lebten.

## Sehenswürdigkeiten
- Wallfahrtskirche Maria Trost
- Pfarrhaus aus dem Jahre 1719

## Persönlichkeiten
- Josef Meyr (1739–1829) begründete die „Glasfabrik Adolf“